# Open Nederlandse kampioenschappen kortebaanzwemmen 2022
De Open Nederlandse kampioenschappen kortebaanzwemmen 2022 werden gehouden van 16 tot en met 18 december 2022 in het Hofbad in Den Haag.

## Programma
| S | Series | Goud | Finale |

| Ochtendsessie | 09:00 | Avondsessie | 17:00 |

| Onderdeel         | December | December | December | December | December | December |
| Onderdeel         | 16       | 16       | 17       | 17       | 18       | 18       |
| ----------------- | -------- | -------- | -------- | -------- | -------- | -------- |
| 50m vrije slag    |          |          |          |          | S        | Goud     |
| 100m vrije slag   | S        | Goud     |          |          |          |          |
| 200m vrije slag   |          |          | S        | Goud     |          |          |
| 400m vrije slag   |          |          |          |          | S        | Goud     |
| 800m vrije slag   |          |          | Goud     | Goud     |          |          |
| 1500m vrije slag  | Goud     | Goud     |          |          |          |          |
| 50m rugslag       |          |          | S        | Goud     |          |          |
| 100m rugslag      | S        | Goud     |          |          |          |          |
| 200m rugslag      |          |          |          |          | S        | Goud     |
| 50m schoolslag    | S        | Goud     |          |          |          |          |
| 100m schoolslag   |          |          |          |          | S        | Goud     |
| 200m schoolslag   |          |          | S        | Goud     |          |          |
| 50m vlinderslag   |          |          |          |          | S        | Goud     |
| 100m vlinderslag  |          |          | S        | Goud     |          |          |
| 200m vlinderslag  | S        | Goud     |          |          |          |          |
| 100m wisselslag   |          |          |          |          | S        | Goud     |
| 200m wisselslag   | S        | Goud     |          |          |          |          |
| 400m wisselslag   |          |          | S        | Goud     |          |          |
| 4x100m vrije slag |          |          |          |          | Goud     | Goud     |
| 4x200m vrije slag | Goud     | Goud     |          |          |          |          |
| 4x100m wisselslag |          |          | Goud     | Goud     |          |          |
| Totaal            | 7        | 7        | 7        | 7        | 7        | 7        |

| Onderdeel         | December | December | December | December | December | December |
| Onderdeel         | 16       | 16       | 17       | 17       | 18       | 18       |
| ----------------- | -------- | -------- | -------- | -------- | -------- | -------- |
| 50m vrije slag    | S        | Goud     |          |          |          |          |
| 100m vrije slag   |          |          | S        | Goud     |          |          |
| 200m vrije slag   |          |          |          |          | S        | Goud     |
| 400m vrije slag   | S        | Goud     |          |          |          |          |
| 800m vrije slag   |          |          | Goud     | Goud     |          |          |
| 1500m vrije slag  |          |          |          |          | Goud     | Goud     |
| 50m rugslag       |          |          |          |          | S        | Goud     |
| 100m rugslag      |          |          | S        | Goud     |          |          |
| 200m rugslag      | S        | Goud     |          |          |          |          |
| 50m schoolslag    |          |          | S        | Goud     |          |          |
| 100m schoolslag   |          |          |          |          | S        | Goud     |
| 200m schoolslag   | S        | Goud     |          |          |          |          |
| 50m vlinderslag   | S        | Goud     |          |          |          |          |
| 100m vlinderslag  |          |          |          |          | S        | Goud     |
| 200m vlinderslag  |          |          | S        | Goud     |          |          |
| 100m wisselslag   | S        | Goud     |          |          |          |          |
| 200m wisselslag   |          |          | S        | Goud     |          |          |
| 400m wisselslag   |          |          |          |          | S        | Goud     |
| 4x100m vrije slag |          |          | Goud     | Goud     |          |          |
| 4x200m vrije slag | Goud     | Goud     |          |          |          |          |
| 4x100m wisselslag |          |          |          |          | Goud     | Goud     |
| Totaal            | 7        | 7        | 7        | 7        | 7        | 7        |

## Medailles
Legenda
- WR = Wereldrecord
- ER = Europees record
- NR = Nederlands record
- CR = Kampioenschapsrecord

### Mannen
| Onderdeel            | Goud                                                                        | Goud     | Zilver                                                                     | Zilver   | Brons                                                                     | Brons    |
| -------------------- | --------------------------------------------------------------------------- | -------- | -------------------------------------------------------------------------- | -------- | ------------------------------------------------------------------------- | -------- |
| Vrije slag           |                                                                             |          |                                                                            |          |                                                                           |          |
| 50 m                 | Jesse van der A De Dolfijn                                                  | 21,89    | Brandon van den Berg Blue Marlins                                          | 21,99    | Sean Niewold Rijnhaeghe (SG)                                              | 22,06    |
| 100 m                | Renzo Tjon-A-Joe De Dolfijn                                                 | 47,41    | Sean Niewold Rijnhaeghe (SG)                                               | 48,15    | Joep Hoogerwerf De Dolfijn                                                | 48,40    |
| 200 m                | Bart Sommeling De Dolfijn                                                   | 1.45,33  | Lucas Peters Nextline Swimming                                             | 1.45,74  | Tim Hoogerwerf De Dolfijn                                                 | 1.46,42  |
| 400 m                | Bart Sommeling De Dolfijn                                                   | 3.49,32  | Lucas Peters Nextline Swimming                                             | 3.52,96  | Merlin Belmon ZPC Amersfoort                                              | 3.54,65  |
| 800 m                | Lucas Peters Nextline Swimming                                              | 7.54,18  | Bart Sommeling De Dolfijn                                                  | 8.00,83  | Lars Bottelier De Dolfijn                                                 | 8.02,24  |
| 1500 m               | Lucas Peters Nextline Swimming                                              | 15.06,17 | Lars Bottelier De Dolfijn                                                  | 15.23,89 | Efe Öngören Blue Marlins                                                  | 15.46,27 |
| Rugslag              |                                                                             |          |                                                                            |          |                                                                           |          |
| 50 m                 | Joep Hoogerwerf De Dolfijn                                                  | 24,39    | Ensger Kotterink Rijnhaeghe (SG)                                           | 24,57    | Jay de Vries Blue Marlins                                                 | 24,82    |
| 100 m                | Joep Hoogerwerf De Dolfijn                                                  | 53,01    | Austin Namesnik ZPC Amersfoort                                             | 53,28    | Raf Hendriks Hellas-Glana                                                 | 53,31    |
| 200 m                | Raf Hendriks Hellas-Glana                                                   | 1.56,12  | Austin Namesnik ZPC Amersfoort                                             | 1.58,48  | Hendrik van der Leest PSV                                                 | 1.59,28  |
| Schoolslag           |                                                                             |          |                                                                            |          |                                                                           |          |
| 50 m                 | Arno Kamminga De Dolfijn                                                    | 26,38    | Kasper Leeuw ZPC Amersfoort                                                | 27,11    | Kingue Struijf De Dolfijn                                                 | 27,13    |
| 100 m                | Arno Kamminga De Dolfijn                                                    | 58,01 CR | Koen de Groot PSV                                                          | 58,99    | Lucas Greven Hellas-Glana                                                 | 59,47    |
| 200 m                | Arno Kamminga De Dolfijn                                                    | 2.05,27  | Ivo Kroes Azuro                                                            | 2.07,76  | Noah de Schryver De Dolfijn                                               | 2.07,91  |
| Vlinderslag          |                                                                             |          |                                                                            |          |                                                                           |          |
| 50 m                 | Thomas Verhoeven Rijnhaeghe (SG)                                            | 23,22    | Sean Niewold Rijnhaeghe (SG)                                               | 23,78    | Michael Smink Blue Marlins                                                | 23,84    |
| 100 m                | Thomas Verhoeven Rijnhaeghe (SG)                                            | 51,00    | Austin Namesnik ZPC Amersfoort                                             | 52,77    | Sean Niewold Rijnhaeghe (SG)                                              | 52,93    |
| 200 m                | Austin Namesnik ZPC Amersfoort                                              | 1.59,56  | Emile Fouzaï Blue Marlins                                                  | 2.00,71  | Tiago Fonseca Gomes PSV                                                   | 2.01,52  |
| Wisselslag           |                                                                             |          |                                                                            |          |                                                                           |          |
| 100 m                | Joep Hoogerwerf De Dolfijn                                                  | 54,09    | Austin Namesnik ZPC Amersfoort                                             | 54,73    | Ensger Kotterink Rijnhaeghe (SG)                                          | 54,85    |
| 200 m                | Lucas Greven Hellas-Glana                                                   | 2.00,07  | Lars Verhalle PSV                                                          | 2.00,08  | Luca Janssen PSV                                                          | 2.00,    |
| 400 m                | Yanieck Weijland Blue Marlins                                               | 4.16,50  | Abel te Riele Rijnhaeghe (SG)                                              | 4.24,73  | Sven Klink Swol 1894                                                      | 4.25,30  |
| Vrije slag estafette |                                                                             |          |                                                                            |          |                                                                           |          |
| 4x100 m              | Afgelast                                                                    | Afgelast | Afgelast                                                                   | Afgelast | Afgelast                                                                  | Afgelast |
| 4x200 m              | De Dolfijn 1 Bart Sommeling Joep Hoogerwerf Nino Sieling Tim Hoogerwerf     | 7.14,96  | ZPC Amersfoort 1 Austin Namesnik Koen Marsman Rijk Heere Merlin Belmon     | 7.19,57  | PSV 1 Luuk van Rooij Tom Donker Lars Verhalle Maarten Brzoskowski         | 7.31,64  |
| Wisselslagestafette  |                                                                             |          |                                                                            |          |                                                                           |          |
| 4x100 m              | De Dolfijn 1 Joep Hoogerwerf Noah de Schryver Tim Hoogerwerf Bart Sommeling | 3.33,54  | Rijnhaeghe (SG) 1 Ivo Stolk Ensger Kotterink Thomas Verhoeven Sean Niewold | 3.34,74  | ZPC Amersfoort 1 Austin Namesnik Kasper Leeuw Simon Claasen Merlin Belmon | 3.35,45  |

### Vrouwen
| Onderdeel            | Goud                                                                  | Goud     | Zilver                                                                       | Zilver          | Brons                                                                       | Brons    |
| -------------------- | --------------------------------------------------------------------- | -------- | ---------------------------------------------------------------------------- | --------------- | --------------------------------------------------------------------------- | -------- |
| Vrije slag           |                                                                       |          |                                                                              |                 |                                                                             |          |
| 50 m                 | Sam van Nunen PSV                                                     | 24,83    | Milou van Wijk Rijnhaeghe (SG)                                               | 24,92           | Tessa Giele Rijnhaeghe (SG)                                                 | 25,03    |
| 100 m                | Sam van Nunen PSV                                                     | 54,15    | Niet uitgereikt                                                              | Niet uitgereikt | Tessa Giele Rijnhaeghe (SG)                                                 | 54,73    |
| 100 m                | Silke Huisman De Dolfijn                                              | 54,15    | Niet uitgereikt                                                              | Niet uitgereikt | Tessa Giele Rijnhaeghe (SG)                                                 | 54,73    |
| 200 m                | Janna van Kooten ZPC Hoogeveen                                        | 1.56,83  | Yara van Kalmthout PSV                                                       | 2.00,90         | Femke Spiering ZPC Amersfoort                                               | 2.01,86  |
| 400 m                | Janna van Kooten ZPC Hoogeveen                                        | 4.05,92  | Yara van Kalmthout PSV                                                       | 4.14,50         | Marte Hieke van der Kamp ZV Orca                                            | 4.18,17  |
| 800 m                | Serena Stel De Dolfijn                                                | 8.35,95  | Janna van Kooten ZPC Hoogeveen                                               | 8.41,26         | Marte Hieke van der Kamp ZV Orca                                            | 8.56,90  |
| 1500 m               | Serena Stel De Dolfijn                                                | 16.37,06 | Marte Hieke van der Kamp ZV Orca                                             | 17.20,06        | Manon Ritten PSV                                                            | 17.23,78 |
| Rugslag              |                                                                       |          |                                                                              |                 |                                                                             |          |
| 50 m                 | Josien Wijkhuijs ZV Orca                                              | 27,91    | Ńiet uitgereikt                                                              | Ńiet uitgereikt | Tessa Giele Rijnhaeghe (SG)                                                 | 27,98    |
| 50 m                 | Josien Wijkhuijs ZV Orca                                              | 27,91    | Ńiet uitgereikt                                                              | Ńiet uitgereikt | Britta Koehorst Rijnhaeghe (SG)                                             | 27,98    |
| 100 m                | Lieke Oude Lenferink WS Twente                                        | 58,89    | Josien Wijkhuijs ZV Orca                                                     | 58,92           | Lotte Hosper Blue Marlins                                                   | 58,93    |
| 200 m                | Lotte Hosper Blue Marlins                                             | 2.06,65  | Lieke Oude Lenferink WS Twente                                               | 2.09,61         | Shelby Kasse Blue Marlins                                                   | 2.11,72  |
| Schoolslag           |                                                                       |          |                                                                              |                 |                                                                             |          |
| 50 m                 | Anne Palmans Rijnhaeghe (SG)                                          | 30,76    | Britta Koehorst Rijnhaeghe (SG)                                              | 31,16           | Madelijne Schothans De Dinkel                                               | 31,38    |
| 100 m                | Anne Palmans Rijnhaeghe (SG)                                          | 1.07,40  | Madelijne Schothans De Dinkel                                                | 1.08,57         | Hanna Kareinen De Dolfijn                                                   | 1.09,13  |
| 200 m                | Madelijne Schothans De Dinkel                                         | 2.26,91  | Anna van Droffelaar PSV                                                      | 2.27,69         | Jill Nai Chung Tong Rijnhaeghe (SG)                                         | 2.29,28  |
| Vlinderslag          |                                                                       |          |                                                                              |                 |                                                                             |          |
| 50 m                 | Tessa Giele Rijnhaeghe (SG)                                           | 26,46    | Femke Spiering ZPC Amersfoort                                                | 26,50           | Britta Koehorst Rijnhaeghe (SG)                                             | 26,54    |
| 100 m                | Femke Spiering ZPC Amersfoort                                         | 59,76    | Josien Wijkhuijs ZV Orca                                                     | 59,98           | Britta Koehorst Rijnhaeghe (SG)                                             | 1.00,30  |
| 200 m                | Femke Spiering ZPC Amersfoort                                         | 2.09,62  | Lotte Hosper Blue Marlins                                                    | 2.10,91         | Serena Stel De Dolfijn                                                      | 2.13,28  |
| Wisselslag           |                                                                       |          |                                                                              |                 |                                                                             |          |
| 100 m                | Josien Wijkhuijs ZV Orca                                              | 1.00,68  | Britta Koehorst Rijnhaeghe (SG)                                              | 1.01,10         | Marjolein Delno VZC                                                         | 1.01,63  |
| 200 m                | Lotte Hosper Blue Marlins                                             | 2.13,00  | Anna van Droffelaar PSV                                                      | 2.13,34         | Mare Schallenberg ACZ                                                       | 2.15,62  |
| 400 m                | Serena Stel De Dolfijn                                                | 4.46,66  | Lotte Hosper Blue Marlins                                                    | 4.47,06         | Merel Schravendijk Blue Marlins                                             | 5.00,37  |
| Vrije slag estafette |                                                                       |          |                                                                              |                 |                                                                             |          |
| 4x100 m              | PSV 1 Yara van Kalmthout Janne Slegers Sam van Nunen Kirsten Verhalle | 3.41,19  | Rijnhaeghe (SG) 1 Tessa Giele Britta Koehorst Anne Palmans Milou van Wijk    | 3.41,53         | De Dolfijn 1 Femke Hoppenbrouwer Tamara Grove Serena Stel Silke Huisman     | 3.41,76  |
| 4x200 m              | De Dolfijn 1 Serena Stel Silke Huisman Tamara Grove Angelina Rolman   | 8.05,68  | ZPC Amersfoort 1 Femke Spiering Marin Wieling Nynke Boerefijn Elise Hardeman | 8.07,97         | PSV 1 Anna van Droffelaar Kirsten Verhalle Sam van Nunen Yara van Kalmthout | 8.08,84  |
| Wisselslagestafette  |                                                                       |          |                                                                              |                 |                                                                             |          |
| 4x100 m              | Afgelast                                                              | Afgelast | Afgelast                                                                     | Afgelast        | Afgelast                                                                    | Afgelast |